# Hermann Paul Müller
Hermann Paul Müller, född 21 november 1909 i Bielefeld, död 30 december 1975 i Ingolstadt, var en tysk/västtysk racerförare och roadracingförare.

## Grand Prix racing
Müller blev reservförare i Auto Unions tävlingsstall under säsongen 1937. Året därpå fick han en ordinarie plats i teamet. 1939 vann Müller Frankrikes Grand Prix och kom tvåa i Tysklands Grand Prix. Under normala omständigheter skulle han ha utsetts till europamästare, men på grund av krigsutbrottet kunde AIACR aldrig samlas för att utse en mästare. Istället utropades Hermann Lang som europamästare 1939 i nazisternas partiorgan Völkischer Beobachter.

## Segrar 250GP
Müller vann 250GP 1955
1. Västtyskland 1955